# Nick LaRocca
Nick LaRocca (Nueva Orleans, de (Luisiana), 11 de abril de 1889 - íd., 22 de febrero de 1961) fue un compositor, cornetista y trompetista estadounidense de jazz tradicional.
Funda su primera banda en su ciudad natal, en 1910, y después toca con el jovencísimo trombonista George Brunis y con la banda de Papa Jack Laine. En 1915, a instancias del propietario de un club, se traslada a Chicago, donde funda la Original Dixieland Jazz Band. Trasladados a Nueva York, en 1917 realiza sus primeras grabaciones para el sello Victor, a las que seguirán otras para el sello Columbia Records. Realiza una gira por el Reino Unido en 1919, y varias por Norteamérica, entre 1920 y 1925. Este año, deshace la banda y abandona temporalmente la música.
En 1936 vuelve a escena con la ODJB, realizando algunas grabaciones y actuaciones, pero en 1938 regresa a Nueva Orleans y deja definitivamente la música activa.
Es importante señalar que la suya fue la primera banda del mundo en grabar un disco de jazz: fue exactamente el 26 de febrero de 1917.